# Oh My Ghostess
Oh My Ghostess (hangul: 오 나의 귀신님; rr: O Naui Gwisinnim) é uma telenovela sul-coreana exibida pela tvN de 3 de julho a 22 de agosto, estrelada por Jo Jung-suk, Park Bo-young, Kim Seul-gi e Lim Ju-hwan.

## Enredo
Na Boon Sun (Park Bo-young) é uma mulher diferente das demais pela sua capacidade de ver espíritos desde muito nova, por isso é extremamente tímida e fechada. Apesar disso, Boon Sun tem o sonho de ser chefe de cozinha e trabalha como Assistente de Chef no Restaurante Sun para conseguir pagar suas contas, mas a jovem é secretamente apaixonada pelo grande Chef Kang Sun-Woo (Jo Jung-suk) e, por ser muito tímida, não tem coragem de confessar seus sentimentos.
Shin Soon Ae (Kim Seul-gi) é uma jovem mulher que morreu sem nunca ter experimentado um romance em sua curta vida. Ela está determinada a seduzir o máximo de homens possível e a perder sua virgindade, acreditando que assim poderá chegar feliz ao pós-vida e vê a oportunidade quando vê Boon Sun na rua enquanto fugia de uma xamã (Lee Jung-eun) e encontra o instrumento perfeito para cumprir sua missão. 
Sun Woo está se recuperando de um coração partido, mas logo começa a prestar mais atenção em uma Boon Sun mais ousada e confiante sem saber que esta é na verdade Soon Ae.

## Elenco
Protagonistas
| Ator/Atriz    | Personagem    |
| ------------- | ------------- |
| Jo Jung-suk   | Kang Sun-woo  |
| Park Bo-young | Na Boon-sun   |
| Kim Seul-gi   | Shin Soon-ae  |
| Lim Ju-hwan   | Choi Sung-jae |